# Life's Darn Funny

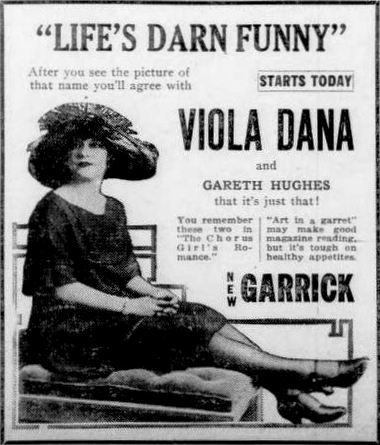
Réclame pour le film, page 11 du Duluth Herald du 31 août 1921.

Life's Darn Funny est un film américain réalisé par Dallas M. Fitzgerald et sorti en 1921 avec Viola Dana en vedette.

## Fiche technique

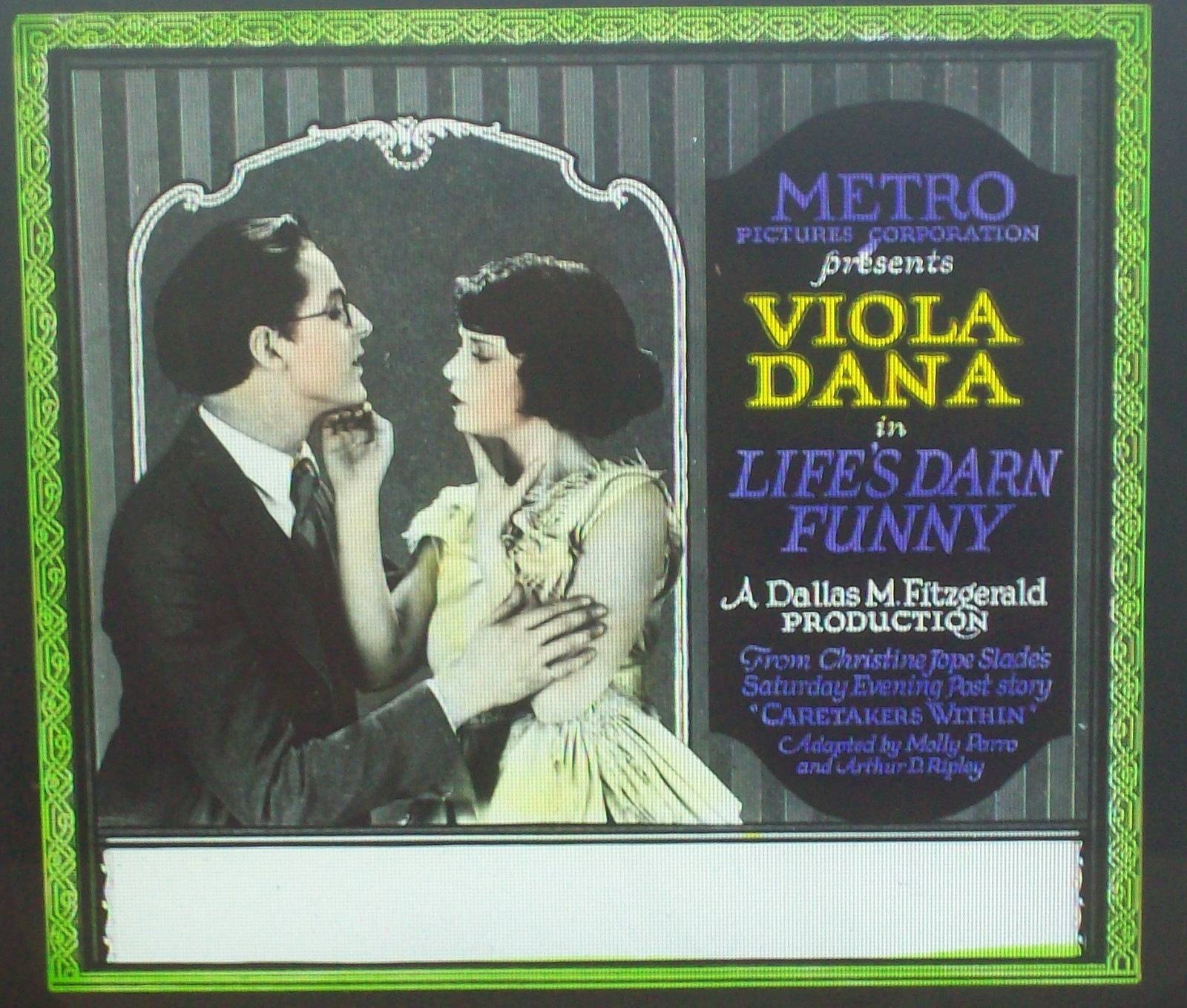
Affiche du film

- Réalisation : Dallas M. Fitzgerald
- Scénario : Mary O'Hara, Arthur Ripley d'après une histoire de Christine Jope-Slade (Caretakers Within)[2]
- Production : Metro Pictures Corporation
- Photographie : John Arnold
- Genre : comédie
- Durée :
- Dates de sortie: 
  - États-Unis : 1er août 1921

## Distribution
- Viola Dana  : Zoe Roberts
- Gareth Hughes  : Clay Warwick
- Eva Gordon  : Mlle Dellaroc
- Kathleen O'Connor : Gwendolyn Miles
- Mark Fenton : Prince Karamazov